# 區穎良
區穎良（1976年—）1976年2月20日出生於英屬香港，是一位香港業餘棒球運動員和《香港棒球代表隊》隊長， 也是電影《無野之城》的演员之一。

## 曾效力球隊
沙燕
少獅
田龍
南華

## 現效力球隊
- 恆利
- 深水埗

## 球賽經驗
- 1983年 -- 第一界沙燕隊球員
- 1994年 -- 第一屆亞洲盃棒球賽香港棒球代表隊
- 1996年 -- 第二屆亞洲盃棒球賽香港棒球代表隊
- 1998年 -- 第三屆亞洲盃棒球賽香港棒球代表隊
- 1998年 -- 1998年亞洲盃壘球賽香港棒球代表隊
- 2000年 -- 第四屆亞洲盃棒球賽香港棒球代表隊隊長
- 2000年 -- 2000年壘球世界盃棒錦標賽香港棒球代表隊
- 2002年 -- 第五屆亞洲盃棒球賽香港棒球代表隊隊長
- 2004年 -- 第六屆亞洲盃棒球賽香港棒球代表隊隊長
- 2006年 -- 第七屆亞洲盃棒球賽香港棒球代表隊隊長
- 2006年 -- 第二屆世界女子棒球錦標賽香港棒球代表隊總教練
- 2007年 -- 第廿四屆亞洲棒球錦標賽香港棒球代表隊隊長
- 2008年 -- 鳳凰盃香港女子棒球錦標賽香港棒球代表隊總教練
- 2008年 -- 第三屆世界女子棒球錦標賽香港棒球代表隊總教練
- 2009年 -- 第八屆亞洲盃棒球賽香港棒球代表隊隊長
- 2009年 -- 鳳凰盃香港女子棒球錦標賽香港棒球代表隊總教練
- 2010年 -- 第十六屆中國廣州亞運香港代表隊隊長
- 2010年 -- 鳳凰盃香港女子棒球錦標賽香港棒球代表隊總教練
- 2011年 -- 第九屆亞洲盃棒球賽香港棒球代表隊隊長
- 2011年 -- 鳳凰盃香港女子棒球錦標賽香港棒球代表隊總教練
- 2012年 -- 鳳凰盃香港女子棒球錦標賽香港棒球代表隊總教練
- 2013年 -- International Children's Game香港棒球代表隊總教練

### 投打習慣
右投右打 

### 守備位置
內野手

## 加入電影圈
2007年香港新晋導演雲翔受邀為《香港棒球代表隊》拍宣傳片。在此之前從不知道香港竟然有一隊《香港棒球代表隊》，他才發現球員高大英俊且談吐不俗，便決定將他們的故事拍成電影。於是構思拍攝一部有關香港棒球運動的電影--無野之城，並邀請區穎良擔任演員之一，在電影他演回區穎良他自己。
故事大網請看條目： 《無野之城》

## 曾演出電影
- 2008年 《無野之城》 合作演员：梁宇聰、香子俊、戴于程等

## 外部連結
- 電影無野之城官方網頁
- 香港棒球總會（中國香港體育協會暨奧林匹克委員會會員機構）（页面存档备份，存于）